# Bataille du Val de Saire
La bataille du Val-de-Saire est un nom donné à un affrontement qui se déroula vers l'an mil dans le Cotentin, en Normandie, et vit la victoire de Néel Ier de Saint-Sauveur, vicomte du Cotentin, sur une armée anglo-saxonne envoyée par le roi d'Angleterre Æthelred le Malavisé.

## Contexte
À la fin du Xe siècle, les Vikings — essentiellement Danois — lancent de nombreux raids de pillage sur les côtes du sud de l'Angleterre. Les Normands offrant leurs ports et mouillages aux Danois, une tension de plus en plus vive s'était établie entre Normands et Anglais. Au point que le pape Jean XV envoie son légat Léon à Rouen pour forcer Æthelred et le duc Richard Ier de Normandie à conclure une paix en mars 991, par laquelle ils promettent de ne pas aider leurs ennemis respectifs.
Après la mort de Richard en 996, les raids danois auraient repris, probablement parce que son fils Richard II de Normandie ne se sentait pas lié par les engagements de son père. Vers l'an Mil, après le paiement de plusieurs danegelds, tribut payé en or et en argent, aux Danois, le roi anglo-saxons Æthelred II dit le Malavisé conçoit, par « ire ou par envie » selon Wace, un plan pour détruire la Normandie et enlever le duc Richard II de Normandie.

## Déroulement
Au cours de l'été 1000, Æthelred rassemble ses barons à Portsmouth où une « grande flotte » embarque l'armée anglaise.
Grâce à des vents favorable, l'armée débarque peu après dans le val de Saire, à la pointe nord-ouest du Cotentin. Le chroniqueur anglo-normand Wace cite le port de Barfleur comme point de débarquement ; pour Guillaume de Jumièges, l'armée débarque à l'embouchure du petit fleuve Saire  et commence à ravager la campagne du val de Saire : les maisons sont incendiées, le bétail et les récoltes dérobés, les habitants massacrés. Néel de Saint-Sauveur, vicomte du Cotentin, lève alors ses chevaliers et, rejoint par des paysans armés de pieux et de haches, s'élance contre les Anglais.
Selon les auteurs normands, l'attaque de Néel est si vigoureuse que l'armée anglaise est entièrement massacrée. Une sentinelle, qui se tenait à distance du camp anglais, parvient à regagner la flotte qui repart en toute hâte en Angleterre annoncer la défaite au roi. Celui-ci, surpris de ne pas voir Richard, apprend que ses chevaliers ont été tués par « des hommes très forts et très belliqueux, mais aussi des femmes qui combattent et qui, avec leurs cruches, cassent la tête aux plus vigoureux de leurs ennemis ».

## Conséquences
L'échec de la tentative d'enlèvement est suivie d'une tentative d'apaisement de la part de Richard, qui offre sa sœur Emma de Normandie en mariage à Æthelread. De cette union naîtra le roi Édouard le Confesseur, cousin de Guillaume le Conquérant.

### Sources classiques
- Guillaume de Jumièges, Gesta Normannorum ducum, Éd. François Guizot, Paris, Brière, 1826, p. 114-116[7]
- Wace, Roman de Rou, Éd. Frédéric Pluquet, Rouen, É. Frère, 1827, p. 317-323[8]
- Chronique anglo-saxonne, Londres, Everyman Press, 1912

### Ouvrages modernes
- François Neveux, L'aventure des Normands : VIIIe – XIIIe siècle, Paris, Perrin, coll. « Tempus », 2009, 368 p. (ISBN 978-2-262-02981-4).
- (en) Levi Roach, Æthelred the unready, New Haven, Yale University Press, 2016, 368 p. (ISBN 978-0-300-19629-0).